# Frontière entre la France et Monaco
La frontière franco-monégasque est la frontière séparant la France et Monaco. Elle est la seule frontière de la principauté, son territoire terrestre et maritime étant totalement enclavé dans celui de la France. C'est la plus petite frontière terrestre française avec une longueur de 5,5 km, ainsi que l'une des plus petites frontières terrestres internationales au monde.

## Frontière terrestre

### Histoire

#### Origine
Monaco prend son indépendance de la république de Gênes à la fin du XIIIe siècle ; à partir du milieu du XIVe siècle, la principauté s'étend sur un territoire nettement plus grand qu'actuellement, ayant acquis la souveraineté sur Roquebrune et Menton. Tout d'abord placés sous la protection de la maison de Savoie (souveraine sur le comté de Nice voisin), les princes monégasques se tournent au XVe siècle vers le royaume de France. Au XVIIIe siècle, Monaco tente sans succès de s'étendre vers La Turbie ; en réaction, le duc de Savoie rappelle à Monaco sa suzeraineté, contraignant le prince de Monaco à lui rendre hommage pour conserver Roquebrune et Menton. Pendant la guerre de Sept Ans (1756 - 1763), la France, affaiblie par le conflit, n'a plus la possibilité d'assurer la protection de la principauté ; Monaco conclut en 1760 un traité avec le royaume de Sardaigne (dénomination des Etats de Savoie depuis 1720) qui établit ses frontières, très en deçà de celles auxquelles la principauté aurait pu prétendre. C'est ce tracé que suivront, en tout ou partie, toutes les frontières ultérieures de Monaco.
La frontière d'origine suit en partie l'actuelle frontière franco-monégasque, mais se poursuit au nord-est, à peu-près le long des limites communales contemporaines de Roquebrune-Cap-Martin et Menton ; à Menton, elle remonte vers le nord pour englober le vallon du Careï, puis redescend vers la mer Méditerranée le long du vallon du Moniéri. La frontière est matérialisée par près d'une centaine de bornes ; les bornes suivantes, érigées en 1828, sont toujours en place en 2024 :
- Beausoleil :
  - Borne no 9 : boulevard des Moneghetti / chemin de la Turbie, en face de l'église du Sacré-Cœur de Monaco (43° 44′ 16″ N, 7° 25′ 04″ E)
  - Borne no 12 : montée de la Perrière, entre la rue Bellevue et la rue Bel Respiro (43° 44′ 22″ N, 7° 25′ 12″ E)
  - Borne no 15 : escalier du Berceau (43° 44′ 26″ N, 7° 25′ 18″ E)
  - Borne no 31 : escalier du Tenao (43° 44′ 58″ N, 7° 26′ 01″ E)

- Roquebrune-Cap-Martin :
  - Borne no 56 : La Coupière, limite avec Gorbio, le long du sentier de grande randonnée GR 653A reprenant le parcours de la via Aurelia (43° 46′ 32″ N, 7° 27′ 07″ E)
  - Borne no 57 : une dizaine de mètres à l'est de la borne no 56 (43° 46′ 32″ N, 7° 27′ 07″ E)
  - Borne no 58 : une cinquantaine de mètres à l'est de la borne no 57 (43° 46′ 32″ N, 7° 27′ 10″ E)

- Menton :
  - Borne no 62 : corniche des Serres de la Madone, à proximité de l'arrêt de bus "Borne 62" ; limite avec Gorbio et Sainte-Agnès (43° 46′ 56″ N, 7° 28′ 22″ E)
  - Borne no 71 : forêt de Menton, limite avec Sainte-Agnès (43° 49′ 10″ N, 7° 28′ 18″ E)
  - Borne no 73 : ravin de l'Ubac Foran ; limite avec Castillon et Sainte-Agnès (43° 49′ 29″ N, 7° 28′ 03″ E)

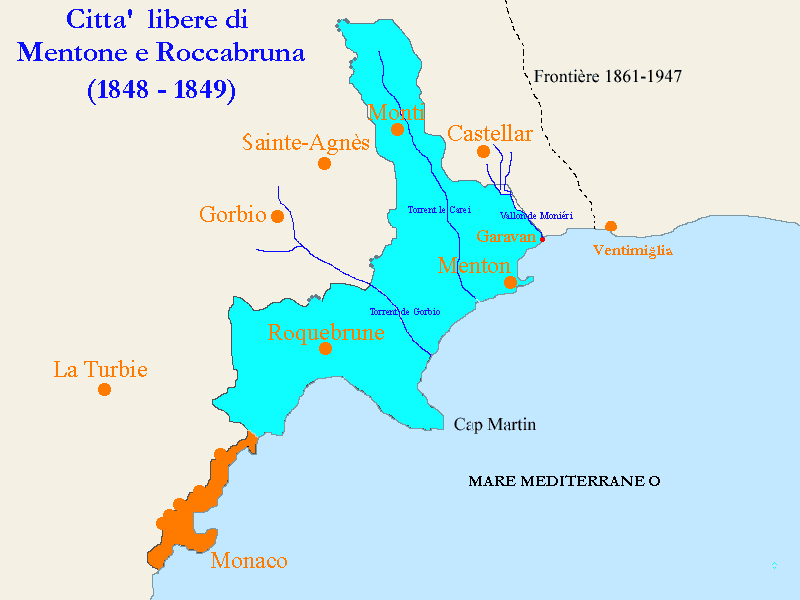
Carte de la frontière entre Monaco et le comté de Nice en 1848 ; le territoire monégasque contemporain est en orage ; Roquebrune et Menton sont en bleu.

#### Tracé actuel
Le tracé de la frontière résulte, du côté ouest de celui fixé entre la principauté de Monaco et le comté de Nice (dépendant du royaume de Sardaigne) qui fut rattaché à la France le 14 juin 1860. 
Pour côté est et sur certaines sections du côté nord, son tracé résulte du traité signé à Paris le 2 février 1861, portant cession à la France des droits de souveraineté que la principauté possédait encore sur les communes de Menton et Roquebrune, contre le versement d'une compensation de quatre millions de francs-or. En effet, bien que celles-ci se constituassent en 1848 en villes libres placées sous la protection du royaume de Sardaigne, elles n'en faisaient néanmoins juridiquement pas partie.
Côté sud-ouest, dans le quartier de Fontvieille gagné sur la mer, il résulte du prolongement en mer de la frontière terrestre avec Cap-d'Ail. 
Les rapports entre la France et Monaco sont régis par le traité franco-monégasque du 17 juillet 1918, complété notamment par une série de conventions.
Dans le nuit du 12 au 13 octobre 1962, à la suite d'un contentieux sur le statut fiscal de la principauté, la France rétablit les contrôles douaniers à l'entrée de Monaco, le pays faisant ainsi l'objet d'un semi-blocus. La crise est réglée l'année suivante après l'adoption d'une nouvelle constitution et d'un accord d'ordre fiscal concernant les revenus des sociétés monégasques. Une convention de voisinage est signée le 18 mai 1963.

### Caractéristiques

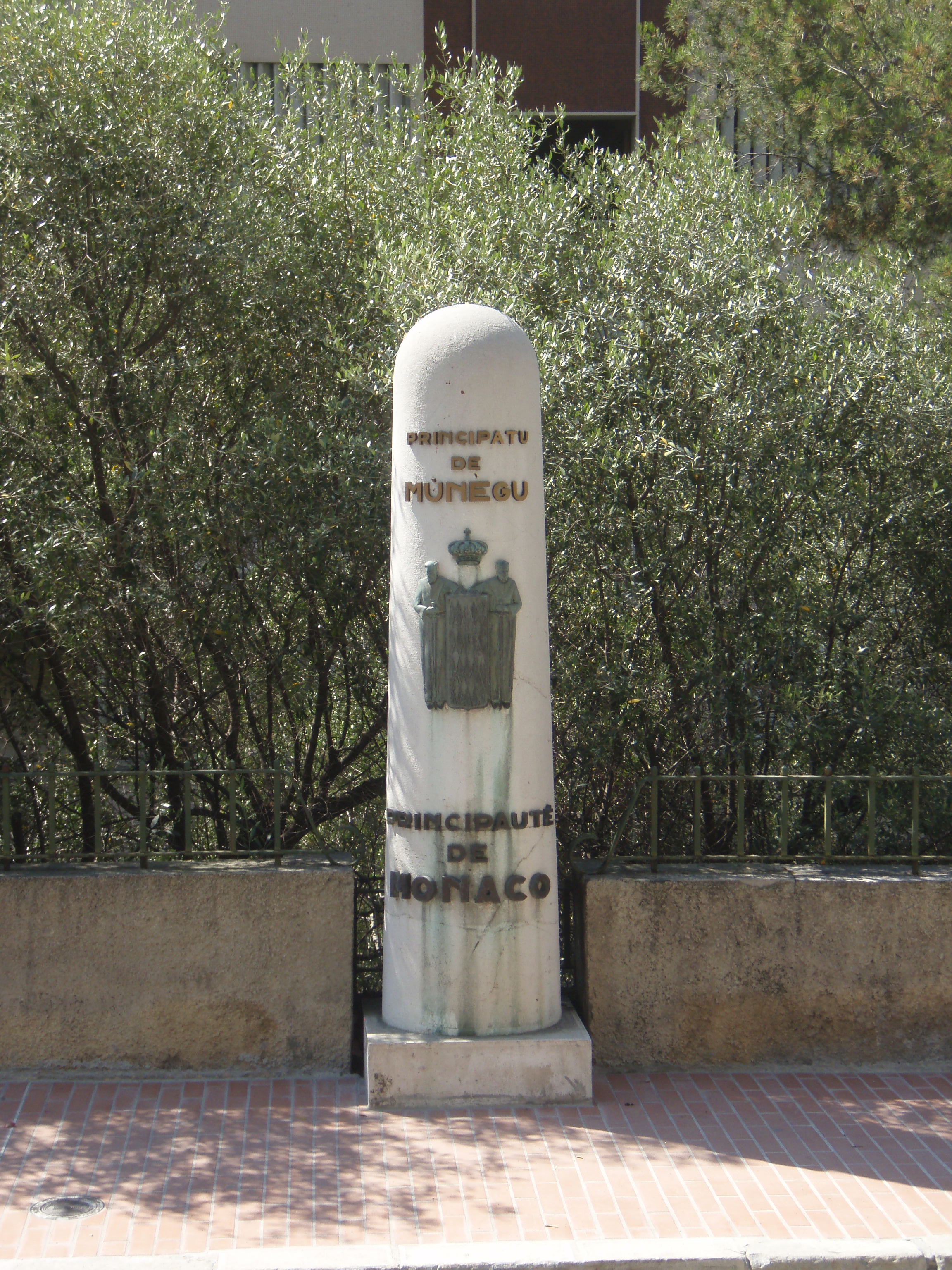
Borne frontière marquant l'entrée du territoire de la principauté, le long du boulevard du Jardin-Exotique à la frontière avec Cap-d'Ail, peu avant l'entrée dans le tunnel Albert-II.

La frontière terrestre franco-monégasque s'étend sur 5 469 m, à l'ouest, au nord et à l'est du territoire de la principauté de Monaco, ce qui en fait l'une des frontières terrestres internationales les plus courtes.
Administrativement, la principauté est limitrophe de quatre communes françaises du département des Alpes-Maritimes; d'ouest en est :
- Cap-d'Ail (1 341 m de frontière) ;
- La Turbie (390 m) ;
- Beausoleil (3 274 m) ;
- Roquebrune-Cap-Martin (464 m).

Depuis son début au sud-ouest sur la rive méditerranéenne, séparant Fontvieille et Cap-d'Ail, la frontière se dirige initialement sur un peu plus de 900 m quasiment en ligne droite vers le nord-ouest. Puis, elle oblique à angle droit en direction du nord-est et suit sur plus de 3 km une succession de segments de droite de longueur diverse sur les flancs du mont Agel. Pour finir, elle oblique à nouveau à angle droit pour rejoindre la mer Méditerranée. Le point culminant de Monaco, environ 169 m d'altitude, est situé au tripoint avec les communes de La Turbie et Beausoleil, près du chemin des Révoires.
La frontière traverse un secteur très fortement urbanisé (Monaco possède l'une des densités de population les plus fortes du monde) ; son tracé pose parfois quelques problèmes d'harmonisation en matière de règles d'urbanisme, puisqu'il arrive parfois que certaines constructions la chevauchent[réf. nécessaire] (c'est le cas par exemple de la gare de Monaco-Monte-Carlo).
En plusieurs endroits, le tracé de la frontière suit celui de plusieurs artères. En particulier, à Beausoleil, elle passe au milieu d'une voie baptisée « boulevard du Général-Leclerc » côté français et « boulevard de France » côté monégasque.

## Frontière maritime

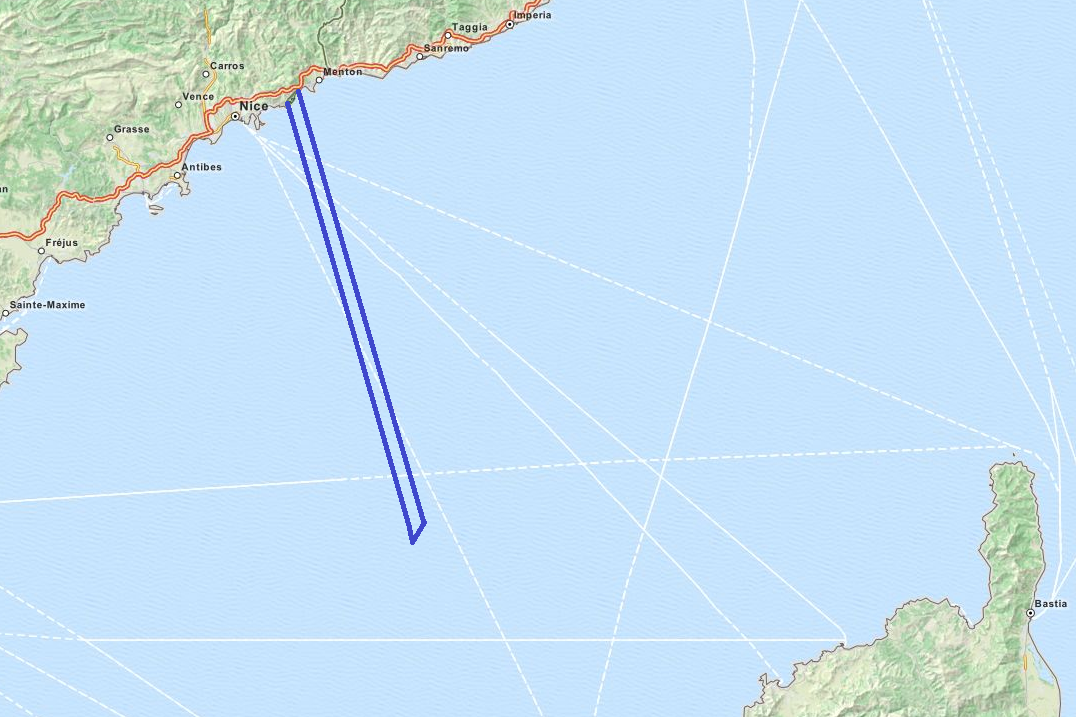
Frontière maritime entre la France et Monaco telle que définie en 1984.

### Histoire
La frontière maritime entre les deux pays a été déterminée par une convention signée le 16 février 1984, entrée en vigueur le 22 août 1985. Auparavant, les limites des eaux territoriales étaient définies par une déclaration commune du 20 avril 1967.

### Caractéristiques
Les espaces maritimes monégasques couvrent, au-delà de la côte, une étroite bande de mer de quelques kilomètres de large mais qui s'étend jusqu'à mi-distance entre Monaco et la Corse.
Ainsi, les eaux territoriales monégasques sont délimitées par les arcs de loxodromie joignant les points de coordonnées géographiques suivantes (dans le système géodésique ED50) :
- A0 : 43° 45′ 01,49″ N, 7° 26′ 22,14″ E
- A1 : 43° 44′ 35,5″ N, 7° 27′ 12,6″ E
- A2 : 43° 33′ 09″ N, 7° 31′ 42″ E
- B2 : 43° 31′ 46″ N, 7° 29′ 48″ E
- B0 : 43° 43′ 32,9″ N, 7° 25′ 10,5″ E

L'espace maritime sous souveraineté monégasque s'étend encore au-delà jusqu'à l'arc de loxodromie joignant les points de coordonnées géographiques suivantes :
- A3 : 42° 57′ 59″ N, 7° 45′ 25″ E
- B3 : 42° 56′ 47″ N, 7° 43′ 26″ E

Finalement, les frontières maritimes forment un quadrilatère d'environ 90 km de long (quasiment 50 milles marins) sur près d'1,9 km de large (environ 1 mille marin). Au total, elles s'étendent sur environ 185 km (100 milles marins).